# 鳥取県道293号鳥取郡家線
鳥取県道293号鳥取郡家線（とっとりけんどう293ごう とっとりこおげせん）は、鳥取県鳥取市から八頭郡八頭町に至る一般県道である。

## 概要
鳥取市正蓮寺から八頭郡八頭町久能寺に至る。

### 路線データ
- 起点：鳥取県鳥取市正蓮寺（正蓮寺交差点、鳥取県道251号国府正蓮寺線終点、鳥取県道323号若葉台東町線交点）
- 終点：鳥取県八頭郡八頭町郡家（JR西日本因美線・若桜鉄道若桜線 郡家駅前、鳥取県道173号郡家停車場線起点）
- 総延長：12.0 km

## 路線状況

### 重複区間
- 鳥取県道287号河原郡家線（八頭郡八頭町池田 - 八頭郡八頭町石田百井）
- 鳥取県道32号郡家鹿野気高線（八頭郡八頭町郡家 - 八頭郡八頭町久能寺）

### 道路施設

#### 橋梁
- 大路橋（大路川、鳥取市）
- 中大路橋（大路川、鳥取市）
- 越路橋（大路川、鳥取市）
- 天寺橋（私都川、八頭郡八頭町）

## 地理

### 通過する自治体
- 鳥取県
  - 鳥取市 - 八頭郡八頭町

### 交差する道路
| 交差する道路                                                                             | 市町村名 | 市町村名 | 交差する場所 | 交差する場所        |
| ---------------------------------------------------------------------------------------- | -------- | -------- | ------------ | ------------------- |
| 鳥取県道251号国府正蓮寺線 鳥取県道323号若葉台東町線                                      | 鳥取市   | 鳥取市   | 正蓮寺       | 正蓮寺交差点 / 起点 |
| 国道29号 / 津ノ井バイパス                                                                | 鳥取市   | 鳥取市   | 正蓮寺       | [ 注釈 1 ]          |
| 鳥取県道226号国安桂木線                                                                  | 鳥取市   | 鳥取市   | 久末         | 念佛橋東詰交差点    |
| 鳥取市道2013642号八坂久末1号線 / 鳥取広域農道 鳥取市道2016440号久末広岡線 / 鳥取広域農道 | 鳥取市   | 鳥取市   | 久末         |                     |
| 鳥取県道287号河原郡家線 重複区間起点                                                     | 八頭郡   | 八頭町   | 池田         |                     |
| 鳥取県道287号河原郡家線 重複区間終点                                                     | 八頭郡   | 八頭町   | 石田百井     |                     |
| 鳥取県道32号郡家鹿野気高線                                                               | 八頭郡   | 八頭町   | 久能寺       | 終点                |

### 交差する鉄道
- 因美線
- 若桜鉄道若桜線

### 沿線
- 鳥取市立米里小学校
- 八東川